# 要友紀子
要 友紀子（かなめ ゆきこ、1976年6月11日 - ）は、日本の人権活動家、セックス・ポジティブ・フェミニスト。セックスワーカーの権利を求める活動を行っており、セックスワーカー当事者と支援者によって構成される団体「SWASH」（Sex Work And Sexual Health）の代表を2024年1月まで務めていた。和歌山県出身、専修大学中退。

## 主張
性風俗産業に対する差別を告発しており、買春者処罰法は実際には買春者よりセックスワーカーが逮捕されることが多いとして批判している。また、風俗嬢の実名報道の問題性を指摘している。
岡村隆史の風俗に関する発言について「不快感を与えるものだった」としながらも「社会は風俗に対して職業差別の意識もあり、男性の従業員もいるため、女性差別の問題と矮小化できるものではない」として岡村への過剰な非難を控えるように呼び掛けた。
日本における2019年コロナウイルス感染症の流行に応じて休校が行われた際に設置された保護者への助成金で、性風俗業者が対象外とされたことを批判し、SWASHとして厚生労働大臣加藤勝信宛に要望書を提出した。
2023年6月に起きたグラビアアイドルやAV女優、コスプレイヤー、レースクイーン（レーシングアンダバサー）たちの埼玉水着撮影会中止騒動について文章を書き、あおちゃんぺ主催のガルパレに、グラドルなど当事者女性が少なく、男性が多かった理由や背景を説明し、同イベントに寄せられた「グラドル当事者などは撮影会はそれほど重要視していない」「あれが撮影会中止するなの世論か」という批判・揶揄についての反論記事を書いた。同意見の簡易版を自身のXにも投稿し、1【グラビアやモデル、実演家など芸能の仕事をする人たちは、社会の人々に訴える活動には表立って参加しづらいのです】、2【組織化されていない中でのパレード】、3【男性参加者が多かった背景】、3つのポイントで説明し、最後にパレード参加者への誹謗中傷するツイートへの苦言を書き、前述のsirabee記事でも、山口真一の著書の引用などをして、芸能人にとってイメージが大事な例として、よっぽどな犯罪でない限り芸能人は裁判も起こすのが難しい（イメージダウンを恐れて）などを指摘し「ガルパレを揶揄してる人たちは、芸能活動は事務所の方針やマネージャーとの相談など、芸能人ひとりでやってるわけではないという基本が分かってない」「そのためガルパレ以前にSNSで、撮影会中止に意見を言いたくても言えなかったアイドルやAV女優も多くいた」。さらに山口の著書や論、鳥海不二夫のインタビューなどの引用をしネット世論でネット右翼が撮影会支持派が多かった訳も書き、米山隆一や映画ライターCDB、一般ユーザーの左派リベラル等でも撮影会支持派がいたこと、吉田豪＆戸田真琴対談での戸田の安易に白黒つけない冷静な撮影会中止騒動分析など見るべきなども書いた。

## その他
2022年年6月には第26回参議院議員通常選挙に立憲民主党の参議院比例区の候補者として出馬したが、投開票の結果、立憲民主党の候補者で14位の得票で落選。

## 著書
- 要友紀子,小林のん,滝波リサ,国江響子,佐藤悟志,松沢呉一他『売る売らないはワタシが決める 売春肯定宣言』ポット出版、2000年。ISBN 978-4939015243。
- 要友紀子,水島希『風俗嬢意識調査 126人の職業意識』ポット出版、2005年。ISBN 978-4939015762。
- SWASH (編集)『セックスワーク・スタディーズ』日本評論社、2018年。ISBN 978-4535587243。